# إيلين بولاك
إيلين بولاك (بالإنجليزية: Eileen Pollack)‏ (1956)؛ روائية أمريكية.